# Chlorophorus medanensis
Chlorophorus medanensis är en skalbaggsart som beskrevs av Maurice Pic 1925. Chlorophorus medanensis ingår i släktet Chlorophorus och familjen långhorningar. Inga underarter finns listade i Catalogue of Life.